# ميخائيل إي. جونغ
ميخائيل إي. جونغ (بالإنجليزية: Michael E. Jung)‏ هو كيميائي أمريكي، ولد في 14 مايو 1947.